# 碁石海岸
碁石海岸（ごいしかいがん）は、岩手県大船渡市末崎半島にある、碁石のような扁平な石（黒色の泥岩による円礫）を主体とする海岸、および、周辺の観光エリアの総称。三陸復興国立公園に属する。

## 概要

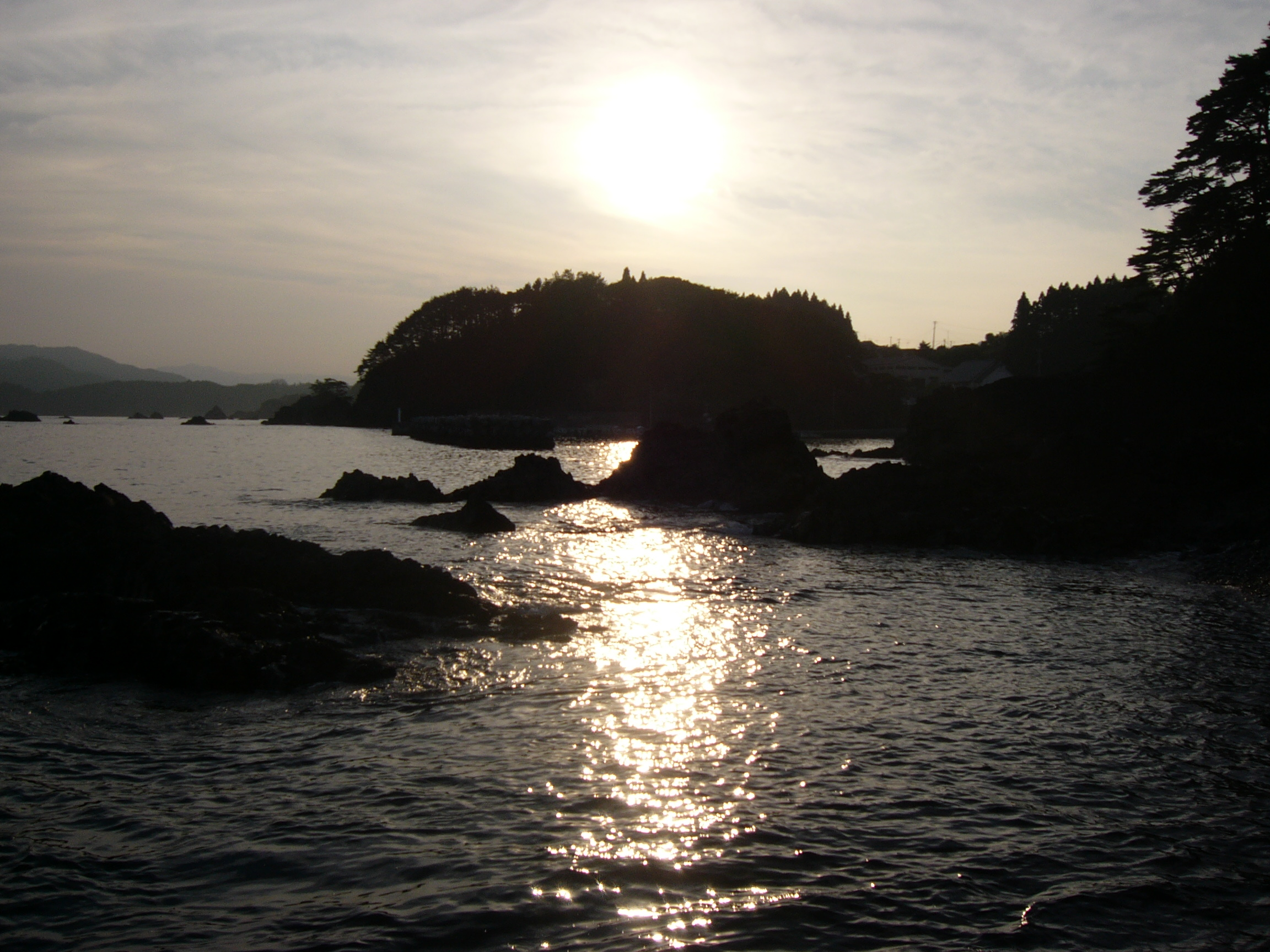
碁石海岸・恵比寿浜

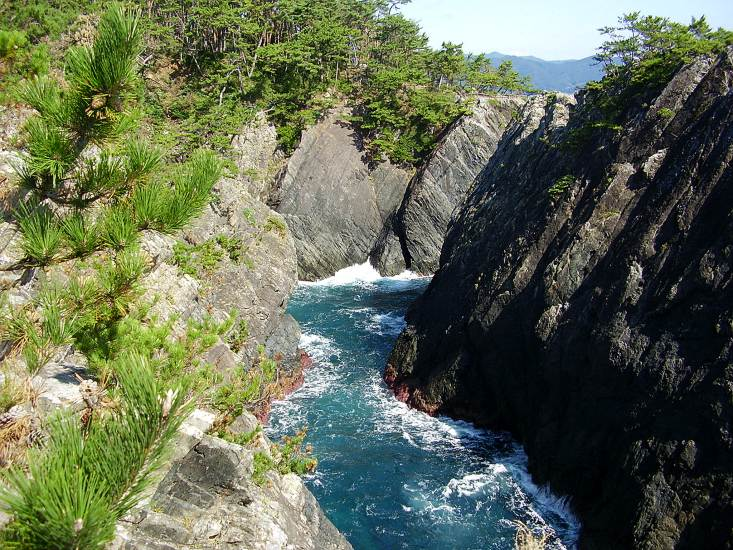
雷岩と乱暴谷

三陸海岸南部にあり、リアス式海岸の風景と小石の浜辺が見られる。海岸沿いに穴通磯（あなとおしいそ）、巾着岩（きんちゃくいわ）、雷岩（かみなりいわ）と乱暴谷（らんぼうや）、千代島、碁石岬、恵比寿浜、碁石浜まで約3キロメートル続く景観地で、碁石のもととなる黒色泥岩（ホルンフェルス）は、磯貝から門（かど）の浜、さらに広田の黒崎仙境まで約7キロメートル続いている。駐車場付近には世界の椿館と大船渡市立博物館、キャンプ場、レストハウスなどがあり、海沿いに赤松の多い遊歩道がある。
なお、この海岸に、地元・大船渡市出身の歌手である新沼謙治のデビュー曲にして初のヒットとなった『おもいで岬』の歌碑がある。
2013年9月28日、大船渡線BRTの停留所として碁石海岸口駅が開業した。

## 地質と岩石
古生代の石灰岩層が大船渡内湾にあり、約4億年前から珊瑚や三葉虫、アンモナイトなどが生息する温暖な海域だった。碁石海岸の黒色泥岩（ホルンフェルス）は、約1億3千年前、海溝にマリンスノーなどが堆積した泥が海底プレートに押され競り上がった熱変成岩地帯で、泥灰岩に覆われている所がある事から森林火災を伴う地殻変動であった事がうかがえる。泥炭、石炭、黒色泥岩、角石、接触変成岩地帯まで厚さ1メートルから20メートル以上堆積している場所もある。

## ギャラリー

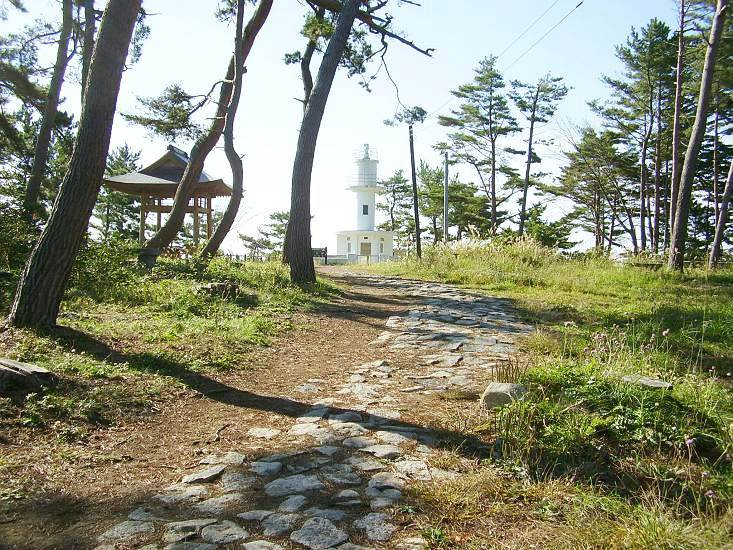
碁石岬灯台
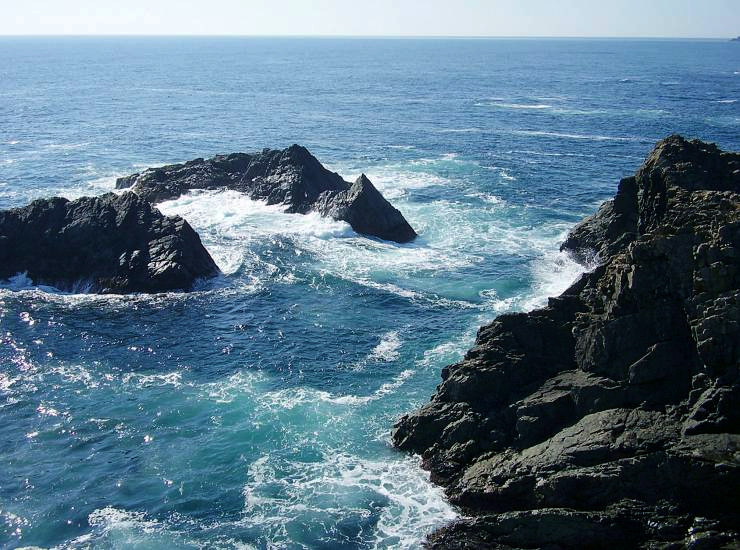
碁石岬先端
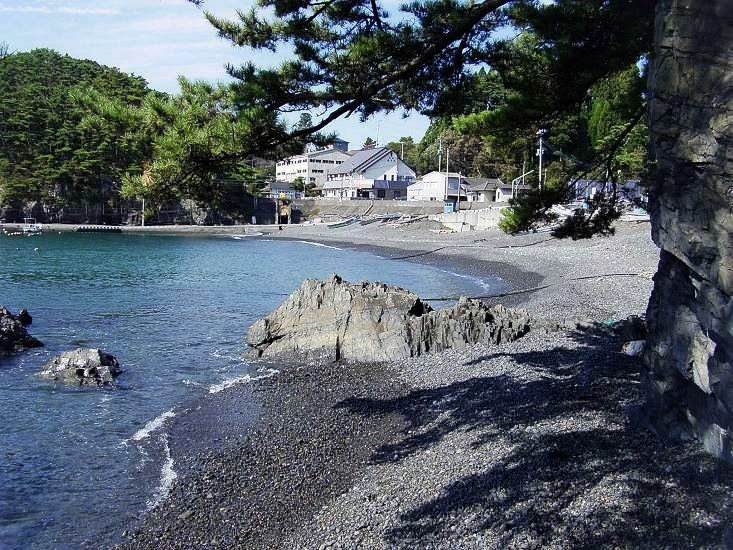
碁石浜
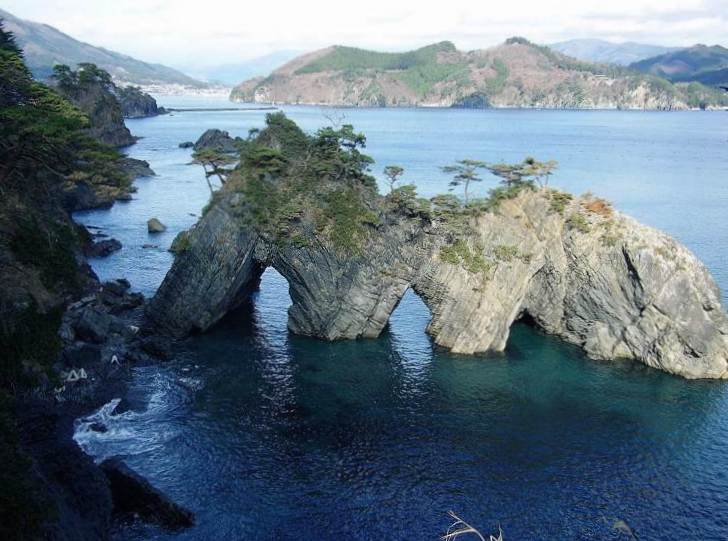
碁石海岸穴通磯

## 指定等
- 1937年（昭和12年）- 国の名勝・天然記念物
- 1955年（昭和30年）- 陸中海岸国立公園（現・三陸復興国立公園）
- 1987年（昭和62年）- 日本の白砂青松100選
- 1996年（平成8年）- 日本の渚百選
- 1996年（平成8年）- 日本の音風景100選
- 2004年（平成16年）- 美しい日本の歩きたくなるみち500選